# برج الاتصالات (السودان)

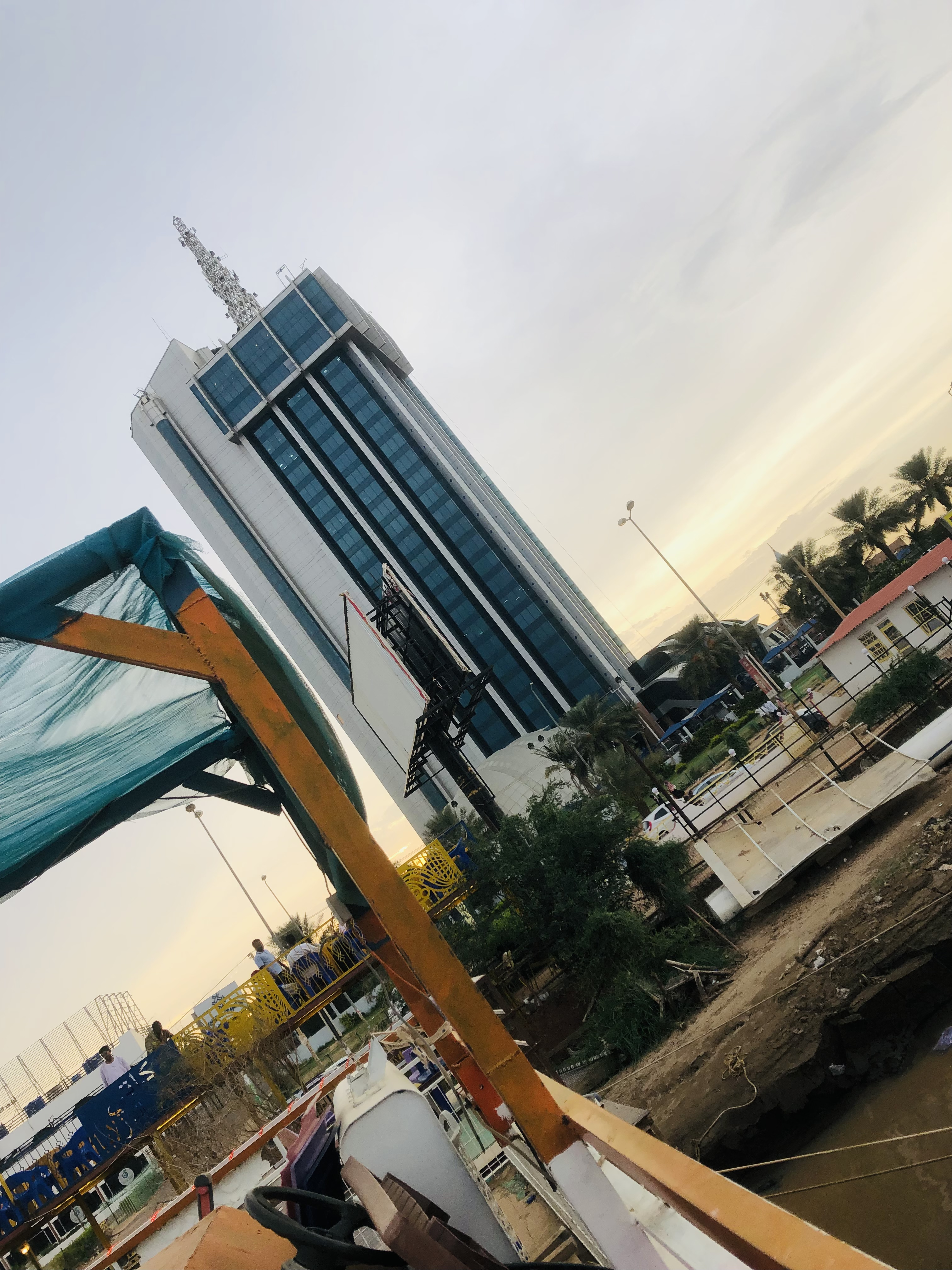
برج الاتصالات

تم إنشاء برج الاتصالات في العام 2010 من قبل الهيئة القومية للاتصالات السودانيه حيثت تبلغ مساحته 5000 متراً مربعاً.

## مجلس الإدارة
يتم تكوين مجلس لإدارة الجهاز لتولي شئونه وممارسة جميع الواجبات التي عهد بها الي الجهاز. يكوّن المجلس بقرار من مجلس الوزراء بناء على توصية الوزير المختص من قبل الوزير المختص، على النحو التالي
- رئيس مجلس الإدارة
- المدير العام
- أعضاء يمثلون الجهات المختصة والمعنية[1]

## اختصاصات المجلس
- وضع السياسة العامة للجهاز
- إدارة أعمال الجهاز
- تعيين العاملين بالجهاز من الدرجات الثالثة فما فوق
- إبرام العقود والاتفاقيات
- إجازة الموازنة السنوية للجهاز
- اقتراح شروط خدمة العاملين للوزير المختص
- تشكيل اللجان الفنية اللازمة
- إعداد الهيكل التنظيمي والوظيفي للجهاز
- إصدار لائحة داخلية لتنظيم أعماله واجتماعاته
- تلقى الشكاوي من أي شخص ضد أي مقدم خدمة
- يجوز للمجلس أن يفوض أي من سلطاته للمدير العام أو نوابه أو مساعديه أو أي عضو بالمجلس وذلك بالشروط والضوابط التي يراها مناسبة.[2]

## قصف برج الاتصالات
- في يوم 2024/7/20م بالخرطوم تم قصف استهدف برج الاتصالات من قبل ميلشيا الدعم السريع ويأتي استهداف البرج بعد الاعلان عن مقتل البيشي القيادي في المليشيا .
- ويأتي استهداف الميلشيا للبرج بعد مقتل أحد أبرز قادة  قوات الدعم السريع بوسط السودان عبدالرحمن البيشي قائد المليشيا لقطاع سنار.